# ICCO
ICCO este un grup de companii din România.
Grupul este format din 17 firme, cu sediul în Brașov, care sunt structurate în două divizii, de construcții și servicii în industria electronică, precum și cu activități în domeniul medical.
Cifra de afaceri în 2020: 125 milioane euro